# Molpadia musculus
Molpadia musculus är en sjögurkeart som beskrevs av Risso 1826. Molpadia musculus ingår i släktet Molpadia och familjen Molpadiidae. Inga underarter finns listade i Catalogue of Life.